# Axel Bøyum
Axel Bøyum (Oslo, 14 de fevereiro de 1995) é um ator norueguês. Ele é mais conhecido por seu papel como Philip na série de TV Øyevitne. Ele interpreta Adrian Austnes na série Heimebane da NRK, e recebeu Gullruten 2018 como melhor ator por sua interpretação nesta série.  Ele se tornou o mais jovem da história do Gullrutens a ganhar este prêmio.

## Filmografia

### Cinema
- Camping with Ada (2016)
- Kometen (2017)
- Satellites (2017)
- En annen verden (2018)

### Televisão
- Øyevitne (2014)
- Black Widows (2016)
- Heimebane (2018)